# Ordre de Saint-Joseph

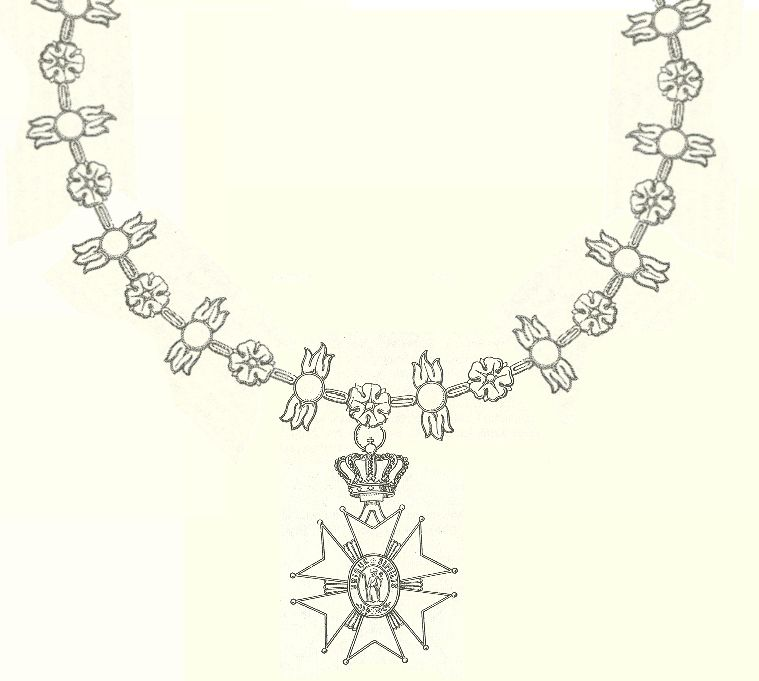
Collier de l'Ordre de Saint Joseph

Ne pas confondre avec l'Ordre de Saint-Joseph (Autriche) (de).
L'Ordre de Saint-Joseph est un ordre honorifique du grand-duché de Wurtzbourg puis du grand-duché de Toscane.

## Description
L'Ordre de Saint-Joseph a été institué en 1807 par Ferdinand Ier (1769-1824), grand-duc de Wurtzbourg (1806—1814)  (fils cadet de l'empereur Léopold II du Saint-Empire, grand-duc de Toscane de 1790 à 1801 puis de 1814 à sa mort). L'ordre a été transformé en un ordre dynastique toscan en 1817. La constitution de l'Ordre a été promulguée en mars 1817, avec des amendements en août 1817.
L'ordre était divisé en catégories civile et militaire, mais celles-ci ont aujourd'hui disparu. Il est donné en récompense de services envers la culture toscane et à la maison grand-ducale dans son ensemble. L'Ordre est divisé en trois grades :
- Chevaliers grand-croix, au nombre de trente
- Commandeurs, au nombre de soixante
- Chevaliers, au nombre de cent cinquante

Le prince régnant est le grand maitre de l'Ordre.
Ces nombres excluent les souverains, les chefs d'État, les princes de la maison grand-ducale et d'autres maisons royales, les Cardinaux de la Sainte Église romaine et les archevêques métropolitains de Toscane. Le nombre de femmes membres ne peut excéder cinquante, à l'exclusion des princesses de la famille grand-ducale et des autres maisons royales, des épouses de chefs d'État et des Dames de l'Ordre de Saint-Étienne. Il est autorisé pour les non-nobles d'être admis dans l'Ordre du niveau de Grand-croix dans les cas de mérite exceptionnel. Les Dames portent la même croix que les Chevaliers, mais avec un arc sur la poitrine gauche. Les Dames grand-croix portent la croix sur ruban comme les Chevaliers, mais sans l'étoile.

## Récipiendaires

### Ordrewurtzbourgeois

#### Grand-croix
- Napoléon Ier, empereur des Français
- Joachim Murat, « roi des Deux-Siciles » (dans les faits roi de Naples), Grand amiral
- Charles-Maurice de Talleyrand-Périgord, prince de Bénévent, vice-Grand Électeur
- Louis-Alexandre Berthier, prince de Neuchâtel et de Wagram, vice-Connétable
- Jean-Baptiste Nompère de Champagny, duc de Cadore, ministre français des Relations extérieures
- Gérard Christophe Michel Duroc, duc de Frioul, Grand maréchal du palais
- Armand Augustin Louis de Caulaincourt, duc de Vicence, général de division, Grand Écuyer
- Claude Antoine Hippolyte de Préval
- Pierre de Montesquiou-Fezensac (4 avril 1810)

#### Commandeurs
- Gaetano Giorgini (1795-1874), mathématicien et homme politique ;

#### Chevaliers
- Henri Conneau
- Philibert Fressinet
- Jean-Baptiste-Charles Gauldrée-Boilleau

### Ordretoscan
- Joseph-Auguste de Habsbourg-Lorraine
- Léopold-François de Habsbourg-Toscane
- Sigismond de Habsbourg-Toscane

#### Chevaliers grand-croix
- Napoléon Ier
- Léopold II de Belgique
- Alphonse Nothomb
- Antonio Franzini
- Napoléon III
- Antoine Brignole-Sale
- Hippolyte de La Rochefoucauld (1804-1863), ministre plénipotentiaire, « grand'croix » le 1er septembre 1847[1]

#### Chevaliers
- Vice-amiral Théophile Aube
- Félix Baciocchi (1762-1841)
- Henri Conneau
- Jean-Gabriel Eynard

## Source
- Gregor Gatscher-Riedl, Mario Strigl, Die roten Ritter. Zwischen Medici, Habsburgern und Osmanen. Die Orden und Auszeichnungen des Großherzogtums Toskana. Vienne, Neue Welt Verlag, 2014.  (ISBN 978-3-9503061-5-6).

- (en) Cet article est partiellement ou en totalité issu de l’article de Wikipédia en anglais intitulé « Order of Saint Joseph » (voir la liste des auteurs).
- Almanach impérial pour l'année 1810, Testu (lire en ligne) ;